# Yoshiyuki Matsuoka
Yoshiyuki Matsuoka (japonès: 松岡義之)  (prefectura de Hyōgo, 6 de març de 1957) és un judoka japonès, ja retirat, que va competir durant la dècada de 1980.
El 1984 va prendre part en els Jocs Olímpics d'Estiu de Los Angeles, on guanyà la medalla d'or en la competició del pes semi lleuger del programa de judo. En el seu palmarès també destaquen dues medalles en el Campionat del Món de judo, de plata el 1983 i de bronze el 1985.
Des del 2007 és entrenador al club de judo Komatsu Limited. Entre els seus alumnes hi ha els campions del món i medallistes olímpics Ayumi Tanimoto, Miku Tashiro i Tsukasa Yoshida.